# Спиридон (Кезьос)
Епи́скоп Спиридо́н (англ. Bishop Spyridon в миру Спенсер Т. Кезьос англ. Spencer T. Kezios; род. XX век, Чикаго, Иллинойс) — архиерей Константинопольской православной церкви, епископ Амастрийский (с 2020), викарий Американской архиепископии.
Является одним из ведущих в США переводчиков православной богослужебной литературы с греческого на английский язык.

## Биография
Родился в Чикаго, штат Иллинойс и с детства посещал храм Успения Пресвятой Богородицы, где помогал в алтаре, а позднее был рукоположен в сан диакона. В подростковые годы был активным участником молодёжного движения и в 1951 году был избран председателем Центрального совета, в который входили представители всех приходов Чикаго.
В июле 1957 года вступил в брак с Хрисанфой Маринакос (Chrisanthe Marinakos), с которой познакомился по молодёжному движению. В их семье появилось четверо детей: Марк, Эвонн, Тревон (Дженнифер) и Николас, а также внуки Роман и Миа. Его супруга скончалась с 2012 году, в Пасхальное воскресенье, после продолжительной болезни.
После рукоположения в сан пресвитера, служил в приходах в городах Кин, Нью-Гэмпшир; Гэри, Индиана и Покателло, Айдахо. В 1960 году начал своё служение в приходе Святого Николая в Нортридже, Калифорния и после 45 лет службы ушёл на пенсию, будучи удостоенным звания почётного настоятеля.
В 1970 году им был основан первый в Американской архиепископии старческий дом, а через несколько лет — второй. В 1977 году благодаря его усилиям была построена Свято-Николаевская приходская школа, отличающаяся высокими образовательными стандартами, а в 1978 году появился приходской центр с конференц-залами, спортзалом, бальным залом и дюжиной аудиторий.
Среди его необычных заданий — создание пяти учебных фильмов. Первый из них — «Мальчик по имени Панатиотис» («A Boy Named Panatiotis») — был выпущен по благословению архиепископа Иакова (Кукузиса), попросившего о фильме, который расскажет американскому народу о тяжелом положении киприотов, пострадавших от турецкого вторжения на Кипр.
31 августа 2020 года Священным синодом Константинопольской православной церкви был избран для рукоположения в сан епископа Амастрийского, викария Американской архиепископии.
14 ноября 2020 года в Крестовоздвиженской церкви в Белмонте (Калифорния) состоялась его епископская хиротония. Хиротонию совершили: архиепископ Американский Елпидифор (Ламбриниадис), архиепископ Фиатирский Никита (Лулиас) и митрополит Сан-Францисский Герасим (Михалеас).